# トウキョウソナタ
『トウキョウソナタ』は、2008年の日本・オランダ・香港の合作映画である。

## あらすじ
井の頭線沿線の二階建て一軒家に暮らす佐々木一家は、それぞれに秘密を抱えていた。
健康機器メーカーで働く佐々木竜平（香川照之）は、より安い賃金で働く中国人労働者のために、会社を解雇される。翌日以降も同じようにスーツ姿で家を出る彼は、ハローワークで職を探すが、良い条件の仕事はなかなか見つからない。そんな折、高校の同級生だった黒須（津田寛治）と偶然に公園で再会し、同じ失業者として意気投合するものの、黒須夫妻は中学生の一人娘（土屋太鳳）を残して自殺する。そのことを知った竜平は、ショッピング・モールの清掃員の職に就く。それでも、会社を解雇されたことは今も家族に言い出せないままであった。
夜中にアルバイトをしている長男の貴（小柳友）は、アメリカ軍の国外志願兵に応募しており、中東へ従軍するつもりでいた。母の恵（小泉今日子）に、あとは保護者が入隊志願書に署名すれば合格できる、と告げる。貴がそのことを父の竜平にも話すと、竜平は反対だという。結局、恵一人の承諾を得て、恵に見送られながら貴はアメリカへと旅立つ。
次男の健二（井之脇海）は、小学校の給食費をピアノ教室の月謝にあてて、金子先生（井川遥）にピアノを教わっている。給食費の未納で小学校に呼び出された恵は、健二の行動に驚くが、竜平には黙ったまま、健二のピアノ教室通いを続けさせようと決意する。しかし、健二の才能を見抜いた金子先生から音楽大学附属中学校を受験するよう勧める手紙が家に届き、それを読んだ竜平は、健二との口論の末、彼を殴ってしまう。二階に上がろうとした健二は、階段を滑り落ちて、病院に運び込まれる。
ある日、強盗（役所広司）が佐々木家に押し入り、恵に盗難車を運転させ、恵を家から連れ出す。恵が一人でショッピング・モールに立ち寄ると、清掃員の格好をした竜平と鉢合わせする。トイレを清掃しているときに見つけた大量の札束をポケットに忍ばせていた竜平は、その場から逃げ出すようにショッピング・モールをあとにする。走り続けた末に自動車にはねられた竜平は、翌朝まで路上で意識を失う。一方、恵は海辺の小屋で強盗と夜を過ごす。翌朝、恵が外に出てみると、浜辺には波打ち際までつづく車輪の跡が残されているだけだった。その頃、健二は友人の家出を手伝おうとするが、喘息の発作が起きた友人は親に捕まってしまう。バスに無賃乗車しようとした健二は、警察の留置場で一晩を明かすことになる。不起訴処分で釈放された彼が家に帰ってみると、そこには誰もいなかった。やがて恵が、そして竜平が、それぞれ帰宅する。三人は静かに食卓を囲む。
音楽大学附属中学校の入学試験。実技試験の会場には、並んで座る竜平と恵の姿があった。金子先生も入って来る。観衆に見守られる中、健二はクロード・ドビュッシーの「月の光」を演奏する。

## キャスト
- 佐々木竜平: 香川照之
- 佐々木恵: 小泉今日子
- 佐々木貴: 小柳友
- 佐々木健二: 井之脇海
- 金子薫: 井川遥
- 小林先生: 児嶋一哉（アンジャッシュ）
- 黒須: 津田寛治
- 強盗: 役所広司
- 良介: 皆木勇紀
- 黒須美佳: 土屋太鳳
- ニュースのアナウンサー: 峰剛一、小林央子
- 北見敏之、でんでん、波岡一喜、伊藤正之、高川裕也、杉山彩子、王雪丹、高畑翼　ほか

## スタッフ
- 監督: 黒沢清
- 脚本: マックス・マニックス、黒沢清、田中幸子
- 製作総指揮: 小谷靖、マイケル・J・ワーナー
- プロデュース: 木藤幸江、バウター・バレンドレクト
- 撮影: 芦澤明子 （J.S.C.）
- 照明: 市川徳充
- 音楽: 橋本和昌
- 美術: 丸尾知行、松本知恵
- VFXスーパーバイザー: 浅野秀二
- 音響効果: カモメファン(渡部健一)
- アクションコーディネイター: 齋藤應典、野貴葵
- カースタント: スーパードライバーズ
- MA: 日活スタジオセンター
- タイトル: マリンポスト
- 現像: 東京現像所
- 制作プロダクション: 日活撮影所、ジャンゴフィルム
- 配給: ピックス（現：エイベックス・ピクチャーズ）
- 「月の光」ピアノ演奏 :高尾奏之介[2]

## 製作
脚本のマックス・マニックスは『レイン・フォール/雨の牙』（2009年）で知られるオーストラリアの映画監督であり、おなじく田中幸子は、東京藝術大学大学院映像研究科での黒沢の教え子で、2007年に『夏の旅』で第33回「城戸賞」を受賞した日本の脚本家である。
共同製作のEntertainment Farmは日本の映画会社、共同製作のフォルティッシモ・フィルムズはオランダの映画会社、共同製作・配給のピックスは、エイベックス傘下の日本の映画会社である。

## 受賞
- 第61回カンヌ国際映画祭、「ある視点」部門審査員賞
- 第10回アジア・アラブ映画祭、大賞
- 第44回シカゴ国際映画祭、審査員大賞
- 第23回マール・デル・プラタ国際映画祭、監督賞
- 第9回アジアティカ映画祭、最優秀アジア賞
- 第4回おおさかシネマフェスティバル、作品賞、監督賞
- 第3回アジア・フィルム・アワード、作品賞、脚本賞
- 映画館大賞「映画館スタッフが選ぶ、2008年に最もスクリーンで輝いた映画」第5位

## 事実との相違
- 主人公の佐々木竜平は解雇されて翌日から失業しているが、日本の法律では解雇予告は、1ヶ月前に行う必要がある。30日以内の解雇通知をした場合は、30日分の解雇予告手当を支払う義務がある[3]。
- 長男の佐々木貴がアメリカの軍隊に志願するシーンがありますが。実際には米国籍もしくはグリーンカードおよび医者などの特殊技能を持つものでないと入隊することはできない。本作の場合は、貴は米国生まれでないと、志願できない[4]。